# Jude Ciccolella
Jude Ciccolella est un acteur américain né le 30 novembre 1947 à Burlington. Il est également chanteur et compositeur de rock 'n' roll et musique country.
Il est connu pour le rôle de Mike Novick dans la série télévisée, 24 Heures chrono.
Au cinéma, il a joué dans Glengarry, Les Évadés, Code Mercury, Star Trek : Nemesis, Crimes et Pouvoir, Bye Bye Love, Daredevil, Le Terminal, Un crime dans la tête, Million Dollar Baby, World Trade Center, Prémonitions, Julia, Sin City et Sin City : J'ai tué pour elle.
A la télévision, il a fait plusieurs apparitions dans les séries : Les Experts : Manhattan, Prison Break, Médium, Burn Notice, Monk, Dr House, New York, unité spéciale, Mentalist et NCIS.

## Filmographie

### Cinéma
- 1992 : Glengarry (Glengarry Glen Ross) : Détective
- 1994 : Les Évadés (The Shawshank Redemption) : Guard Mert
- 1995 : Avec ou sans hommes (Boys on the Side) : Jerry
- 1998 : Code Mercury (Mercury Rising) : FBI Agent Blackwell
- 2002 : Star Trek : Nemesis : Commandant Suran
- 2002 : Crimes et Pouvoir (High Crimes) : Colonel Farrell
- 2002 : Washington Heights d'Alfredo Rodriguez de Villa
- 2003 : Bye Bye Love (Down with Love) : McNulty
- 2003 : Daredevil  (uniquement dans la version director's cut) : Robert McKenzie
- 2004 : Le Terminal : Karl Iverson
- 2004 : Un crime dans la tête (The Manchurian Candidate) : David Donovan
- 2004 : Million Dollar Baby : Hogan (uncredited)
- 2005 : Sin City : Lieutenant Liebowitz
- 2006 : World Trade Center : l'inspecteur Fields
- 2007 : Prémonitions : Father Kennedy
- 2008 : Julia : Nick
- 2013 : Event 15 de Matthew Thompson : Général Black
- 2014 : Sin City : J'ai tué pour elle : Lieutenant Liebowitz

### Télévision

#### Séries télévisées
- 2001-2006 : 24 heures chrono : Mike Novick (58 épisodes)
- 2004 : Les Experts : Manhattan (CSI: NY) : Nick Vicenzo (saison 1 épisode 9)
- 2005 : Tout le monde déteste Chris : Dr. Raymond (saison 1)
- 2008-2011 : NCIS : Phillip Davenport
- 2008 : Prison Break : Howard Scuderi (saison 4)
- 2008 : Médium : Richard Madsen
- 2009 : Monk : Warden Tom Bennet (saison 7, épisode 10)
- 2009 : Mentalist : Freddy Fitch (saison 2, épisode 10)
- 2010 : Burn Notice : Connor Johnson (saison 3, épisode 10)
- 2011 : Dr House : Mendelson (saison 8, épisode 1)
- 2012 : Touch : Arnie Klepper (saison 1, épisode 2)
- 2014 : Major Crimes : Ed Winslow (saison 3, épisode 14)
- 2014 : Matador : Coach Ernest MacDonald
- 2019 : New York, unité spéciale : Edgar Noone (saison 20, épisode 12)